# 조너선 글레이저
조너선 글레이저(Jonathan Glazer, 1965년 3월 26일 ~ )는 잉글랜드의 영화 감독, 영화 각본가이다.

## 작품 목록
- 섹시 비스트 (2000)
- 탄생 (2004)
- 언더 더 스킨 (2013)
- 존 오브 인터레스트 (2023)